# Sterphus cydippe
Sterphus cydippe är en tvåvingeart som beskrevs av Heikki Hippa 1994. Sterphus cydippe ingår i släktet Sterphus och familjen blomflugor.
Artens utbredningsområde är Colombia. Inga underarter finns listade i Catalogue of Life.